# Матч всех звёзд женской НБА 2005 года
Матч всех звёзд женской НБА 2005 года (англ. 2005 WNBA All-Star Game) — ежегодная показательная баскетбольная игра, прошедшая в субботу, 9 июля 2005 года, в Анкасвилле (штат Коннектикут) на домашней арене клуба «Коннектикут Сан» «Мохеган Сан Арена». Эта встреча стала шестым матчем всех звёзд ВНБА (ASG) в истории женской национальной баскетбольной ассоциации (ВНБА) и первым, проведённым в Анкасвилле. Игра транслировалась спортивным кабельным каналом ESPN на телевизионном канале ABC в 4:00 вечера по Североамериканскому восточному времени (ET). Судьями на этой игре работали Дэрил Хамфри, Брайан Энтерлайн и Тина Напьер, которые до этого ни разу не обслуживали матчи столь высокого уровня.
Сборная Запада под руководством Энн Донован без особых проблем переиграла сборную Востока Майка Тибо со счётом 122:99, тем самым продолжив серию побед до 6-ти игр подряд и увеличив разрыв в очном противостоянии (6:0). Первые пять матчей всех звёзд женской НБА неизменно выигрывала команда Запада. Самым ценным игроком этого матча была признана Шерил Свупс, представляющая на матче команду «Хьюстон Кометс», которая набрала 15 очков, совершила 4 подбора, и сделала 2 передачи. Эта игра стала самой результативной из уже проведённых, и только спустя четыре года её суммарный итог побили участники матча всех звёзд женской НБА 2009 года (130:118). Эта встреча пока что является единственной, во время подготовки к которой по каким-либо причинам (травма, болезнь или какой другой) не пришлось изменять стартовый и резервный состав её участников. С 2005 года в рамках звёздного уикенда ВНБА стал проводиться ставший ежегодным конкурс по баскетбольным умениям (англ. All-Star Dribble, Dish and Swish Challenge).

## Матч всех звёзд

### Составы команд
Игроки стартовых пятёрок матча всех звёзд женской НБА выбираются по итогам электронного голосования, проводимого среди болельщиков на официальном сайте лиги — WNBA.com. Выбор баскетболисток резервного состава команд Востока и Запада проводится путём голосования среди главных тренеров клубов, входящих в конференцию, причём они не могут голосовать за своих собственных подопечных. До 2013 года наставники могли выбрать двух защитников, двух форвардов, одного центрового и ещё двух игроков вне зависимости от их амплуа. В 2014 году позиции форварда и центрового были объединены в единую категорию нападения, после чего наставники команд стали голосовать за двух защитников, трёх игроков нападения и одного игрока независимо от позиции. Если та или иная баскетболистка не может участвовать в ASG из-за травмы или по болезни, то их заменяют специально отобранные для этого резервисты.
По правилам женской НБА на тренерский мостик сборных Запада и Востока назначаются наставники команд, которые принимали участие в финале прошлого сезона, исключением являются матчи всех звёзд ВНБА 1999 и 2009 годов. В 2004 году в финальной серии всего турнира играли команды «Сиэтл Шторм» и «Коннектикут Сан», посему сборной Запада руководила Энн Донован, а сборной Востока — Майк Тибо. Официально их имена были объявлены женской НБА 7 июня, чуть больше, чем за месяц до игры.
30 июня ВНБА опубликовала итоги голосования среди болельщиков на официальном сайте ассоциации, по результатам которого наибольшее число голосов набрала Шерил Свупс (108 999), следом за ней расположились Тамика Кэтчингс (93 842), Сью Бёрд (92 611) и Иоланда Гриффит (79 505). В итоге в стартовую пятёрку сборной Запада помимо Свупс, Бёрд и Гриффит вошли Лорен Джексон (77 065) и Дайана Таурази (73 588), а в стартовую пятёрку сборной Востока помимо Кэтчингс вошли Рут Райли (70 310), Свин Кэш (69 494), Дон Стэйли (62 191) и Бекки Хэммон (57 195).
5 июля были опубликованы итоги голосования среди главных тренеров команд ВНБА, по результатам которого резервистами Запада стали Лиза Лесли, Демайя Уокер, Мэри Фердинанд, Кэти Смит, Чамик Холдскло и Мишель Сноу. Запасными Востока стали Алана Бирд, Деанна Нолан, Никеша Сейлс, Энн Воутерс, Тадж Макуильямс и Шерил Форд. Эта встреча пока что является единственной, во время подготовки к которой по каким-либо причинам (травма, болезнь или какой другой) не пришлось изменять стартовый или резервный состав её участников.
По результатам голосования шестой раз на матч всех звёзд получили вызов Чамик Холдскло, Лиза Лесли и Никеша Сейлс, пятый раз — Иоланда Гриффит, Кэти Смит и Шерил Свупс, четвёртый раз — Лорен Джексон, Дон Стэйли и Тадж Макуильямс и третий раз — Сью Бёрд, Мэри Фердинанд и Тамика Кэтчингс.
В данной таблице опубликованы полные составы сборных Запада и Востока предстоящего матча.
| Поз.                                      | Игрок             | Команда                  | Выбор             |
| Стартовая пятёрка                         | Стартовая пятёрка | Стартовая пятёрка        | Стартовая пятёрка |
| ----------------------------------------- | ----------------- | ------------------------ | ----------------- |
| З                                         | Сью Бёрд          | Сиэтл Шторм              | 3-й               |
| З                                         | Дайана Таурази    | Финикс Меркури           | 1-й               |
| Ф                                         | Шерил Свупс       | Хьюстон Кометс           | 5-й               |
| Ф                                         | Лорен Джексон     | Сиэтл Шторм              | 4-й               |
| Ц                                         | Иоланда Гриффит   | Сакраменто Монархс       | 5-й               |
| Запасные игроки                           |                   |                          |                   |
| З                                         | Мэри Фердинанд    | Сан-Антонио Силвер Старз | 3-й               |
| З                                         | Кэти Смит         | Детройт Шок              | 5-й               |
| Ф                                         | Чамик Холдскло    | Лос-Анджелес Спаркс      | 6-й               |
| Ф                                         | Демайя Уокер      | Сакраменто Монархс       | 1-й               |
| Ц                                         | Лиза Лесли        | Лос-Анджелес Спаркс      | 6-й               |
| Ц                                         | Мишель Сноу       | Хьюстон Кометс           | 1-й               |
| Главный тренер: Энн Донован (Сиэтл Шторм) |                   |                          |                   |

| Поз.                                        | Игрок             | Команда           | Выбор             |
| Стартовая пятёрка                           | Стартовая пятёрка | Стартовая пятёрка | Стартовая пятёрка |
| ------------------------------------------- | ----------------- | ----------------- | ----------------- |
| З                                           | Дон Стэйли        | Шарлотт Стинг     | 4-й               |
| З                                           | Бекки Хэммон      | Нью-Йорк Либерти  | 2-й               |
| Ф                                           | Тамика Кэтчингс   | Индиана Фивер     | 3-й               |
| Ф                                           | Свин Кэш          | Детройт Шок       | 2-й               |
| Ц                                           | Рут Райли         | Детройт Шок       | 1-й               |
| Запасные игроки                             |                   |                   |                   |
| З                                           | Алана Бирд        | Вашингтон Мистикс | 1-й               |
| З                                           | Деанна Нолан      | Детройт Шок       | 2-й               |
| З                                           | Никеша Сейлс      | Коннектикут Сан   | 6-й               |
| Ф                                           | Шерил Форд        | Детройт Шок       | 2-й               |
| Ф                                           | Тадж Макуильямс   | Коннектикут Сан   | 4-й               |
| Ц                                           | Энн Воутерс       | Нью-Йорк Либерти  | 1-й               |
| Главный тренер: Майк Тибо (Коннектикут Сан) |                   |                   |                   |

### Ход матча
С самого начала встречи команда Запада захватила лидерство в матче, и уже по истечении всего четырёх минут игры её преимущество составляло семь очков (13:6), однако всего через три минуты сборной Востока удалось восстановить паритет (17:17). Впрочем это был последний её успех, уже спустя три минуты команда Запада стала постепенно увеличивать своё преимущество: 24:19 за десять минут до большого перерыва, 32:24 за 6:24 до тайм-аута, 43:32 за 3:47 до перерыва, а свисток об окончании первой половины встречи зафиксировал перевес сборной Запада на отметке в двенадцать очков (52:40). После перерыва ситуация в матче совершенно не изменилась, инициативу по-прежнему удерживала в своих руках команда Запада, которая постепенно наращивала преимущество в счёте, и за 15:55 до конца встречи оно выросло до шестнадцати очков (68:52). Все попытки сборной Востока хоть как то хотя бы приблизиться к противнику, во время которых особо выделялись Деанна Нолан, Тамика Кэтчингс и Бекки Хэммон, носили всего лишь локальный успех и ни к чему не приводили. Западу весьма неплохо удавалась командная игра, благодаря которой она постоянно держала оппонента на почтительном расстоянии, и посему трудно было выбрать лучшего игрока команды. Команда Запада, хоть и медленно, но постепенно увеличивала своё преимущество, которое за 11:51 до конца встречи достигло двадцати очков (83:63). В оставшееся до конца встречи время разница в счёте варьировалась, но не значительно, максимальной отметки в 25 очков она достигала аж три раза: 92:67 за 8:02, 97:72 за 6:16 и 105:80 за 4:05 до конца встречи. Востоку при всём его желании кардинально изменить ситуацию не удалось, все попытки догнать противника не увенчались успехом, а всё что удалось сделать, так это сократить разницу в счёте до 16 очков, 91:107 за 1:47 до финального свистка, во время которых опять солировали Деанна Нолан и Тамика Кэтчингс. В итоге этот матч завершился победой команды Запада со счётом 122:99, которая в шестой раз подряд выиграла матч всех звёзд.
Самым ценным игроком этой встречи была признана Шерил Свупс из «Хьюстон Кометс», которая набрала 15 очков и сделала 4 подбора и 2 передачи. Помимо этого лучшими игроками этой игры, предопределившими победу сборной Запада, стали Кэти Смит, набравшая 16 очков и 4 подбора, Чамик Холдскло, набравшая 14 очков и 6 подборов, Сью Бёрд, набравшая 14 очков, 4 подбора и 3 передачи и Иоланда Гриффит, набравшая 12 очков и 14 подборов. Лучшими же игроками команды Востока стали Деанна Нолан, набравшая 20 очков и 4 подбора, Бекки Хэммон, набравшая 18 очков, 6 подборов и 4 передачи, Никеша Сейлс, набравшая 11 очков, 4 подбора и 2 передачи, Тамика Кэтчингс, набравшая 18 очков, 6 подборов, 2 передачи и 2 перехвата и Рут Райли, набравшая 10 очков.
| 9 июля 2005 года 4:00 pm (ET) | Протокол | Сборная Запада                   | 122:99   | Сборная Востока     | Мохеган Сан Арена, Анкасвилл (штат Коннектикут) Зрителей: 9 168 Судьи: Брайан Энтерлайн Дэрил Хамфри Тина Напьер | ABC |
| 9 июля 2005 года 4:00 pm (ET) | Протокол | Счёт по половинам: 52:43, 70:56. |          |                     | Мохеган Сан Арена, Анкасвилл (штат Коннектикут) Зрителей: 9 168 Судьи: Брайан Энтерлайн Дэрил Хамфри Тина Напьер | ABC |
| 9 июля 2005 года 4:00 pm (ET) | Протокол | Кэти Смит 16                     | Очки     | Деанна Нолан 20     | Мохеган Сан Арена, Анкасвилл (штат Коннектикут) Зрителей: 9 168 Судьи: Брайан Энтерлайн Дэрил Хамфри Тина Напьер | ABC |
| 9 июля 2005 года 4:00 pm (ET) | Протокол | Иоланда Гриффит 14               | Подборы  | Кэтчингс и Хэммон 6 | Мохеган Сан Арена, Анкасвилл (штат Коннектикут) Зрителей: 9 168 Судьи: Брайан Энтерлайн Дэрил Хамфри Тина Напьер | ABC |
| 9 июля 2005 года 4:00 pm (ET) | Протокол | Дайана Таурази 4                 | Передачи | Хэммон и Стэйли 4   | Мохеган Сан Арена, Анкасвилл (штат Коннектикут) Зрителей: 9 168 Судьи: Брайан Энтерлайн Дэрил Хамфри Тина Напьер | ABC |

### Полная статистика матча
В данной таблице показан подробный статистический анализ этого матча.

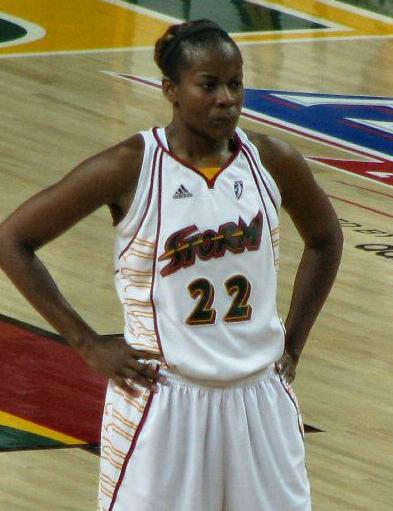
Шерил Свупс, самый ценный игрок этого матча
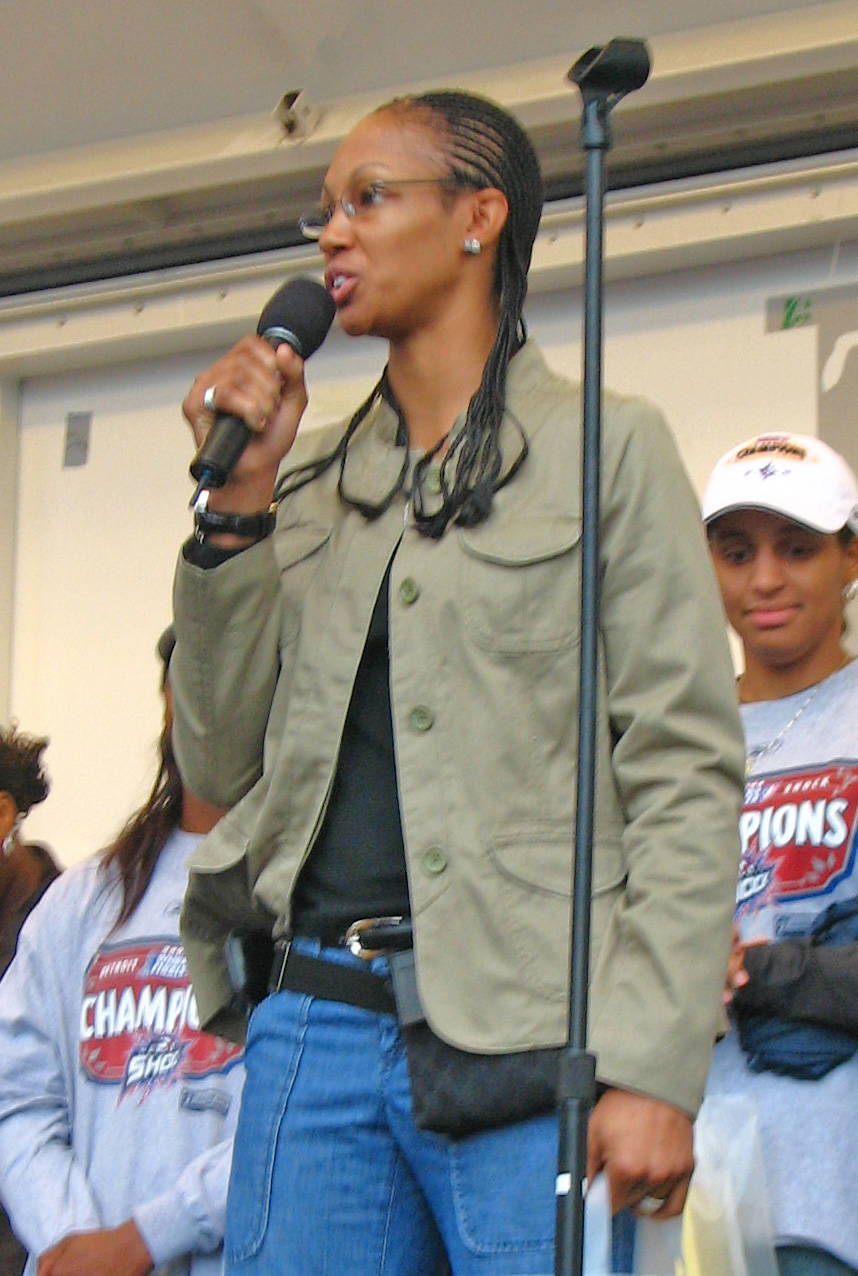
Деанна Нолан, лучший игрок матча по очкам (20)
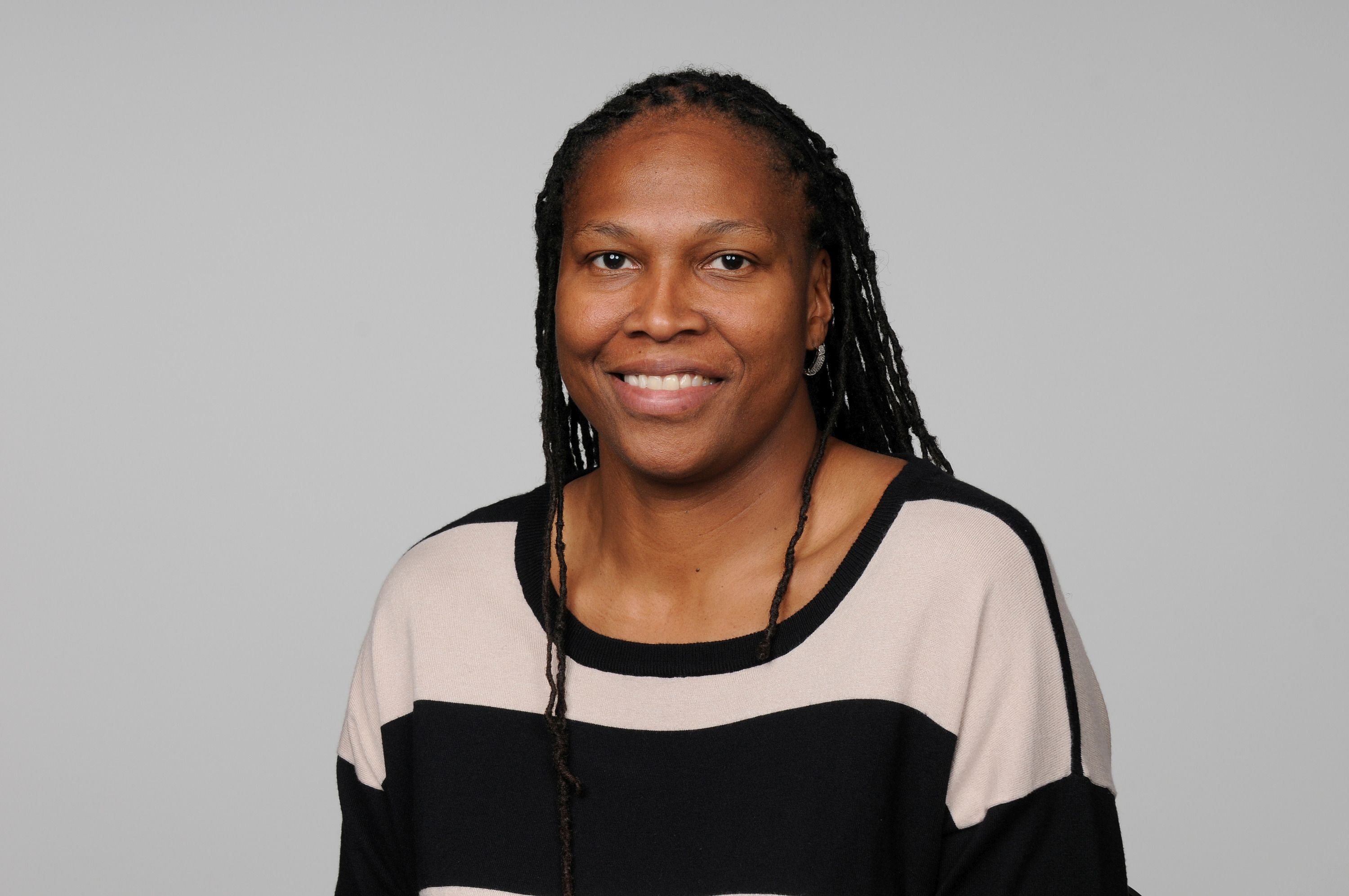
Иоланда Гриффит, лучший игрок матча по подборам (14)
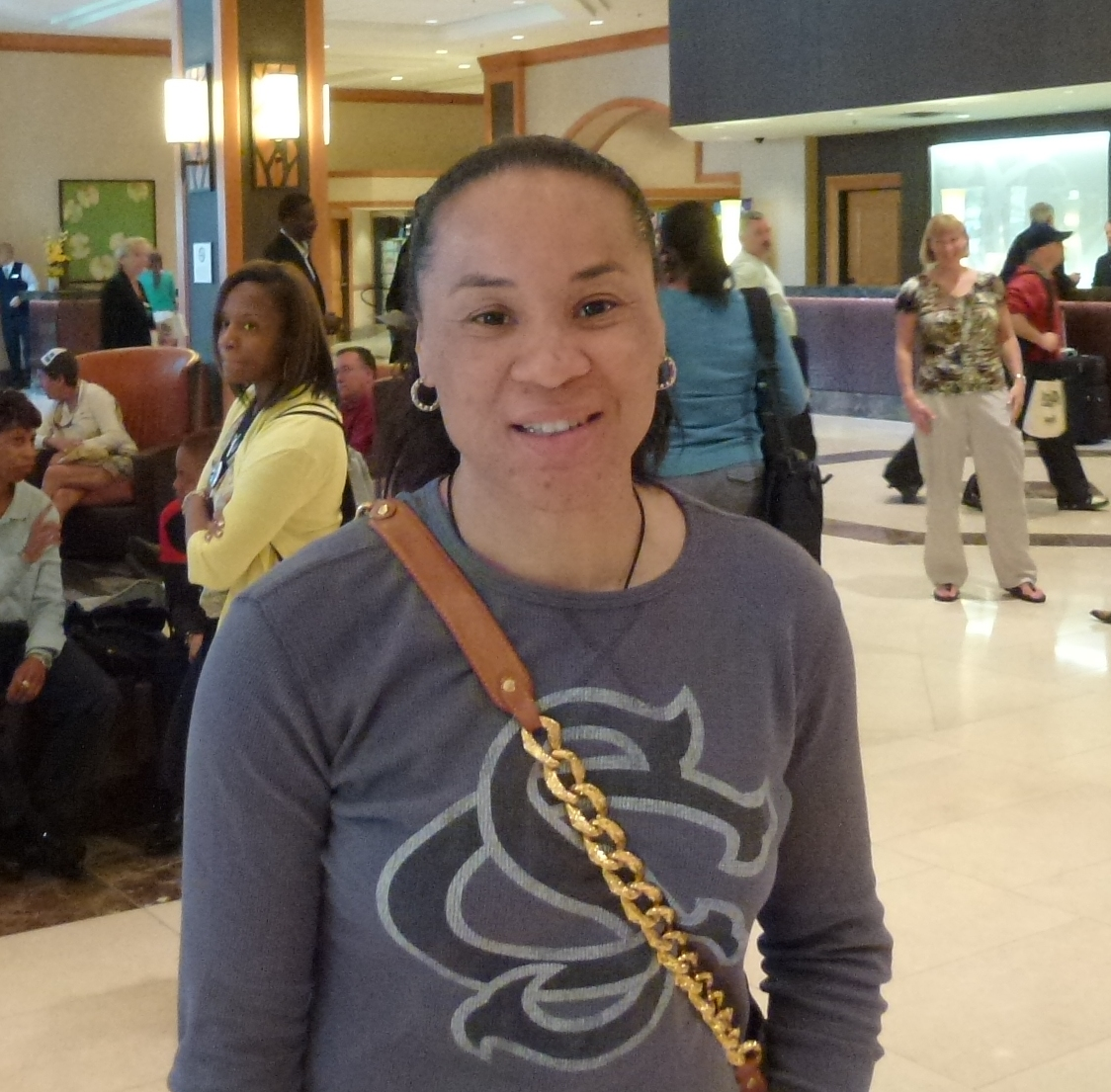
Дон Стэйли, лучший игрок матча по передачам (4)
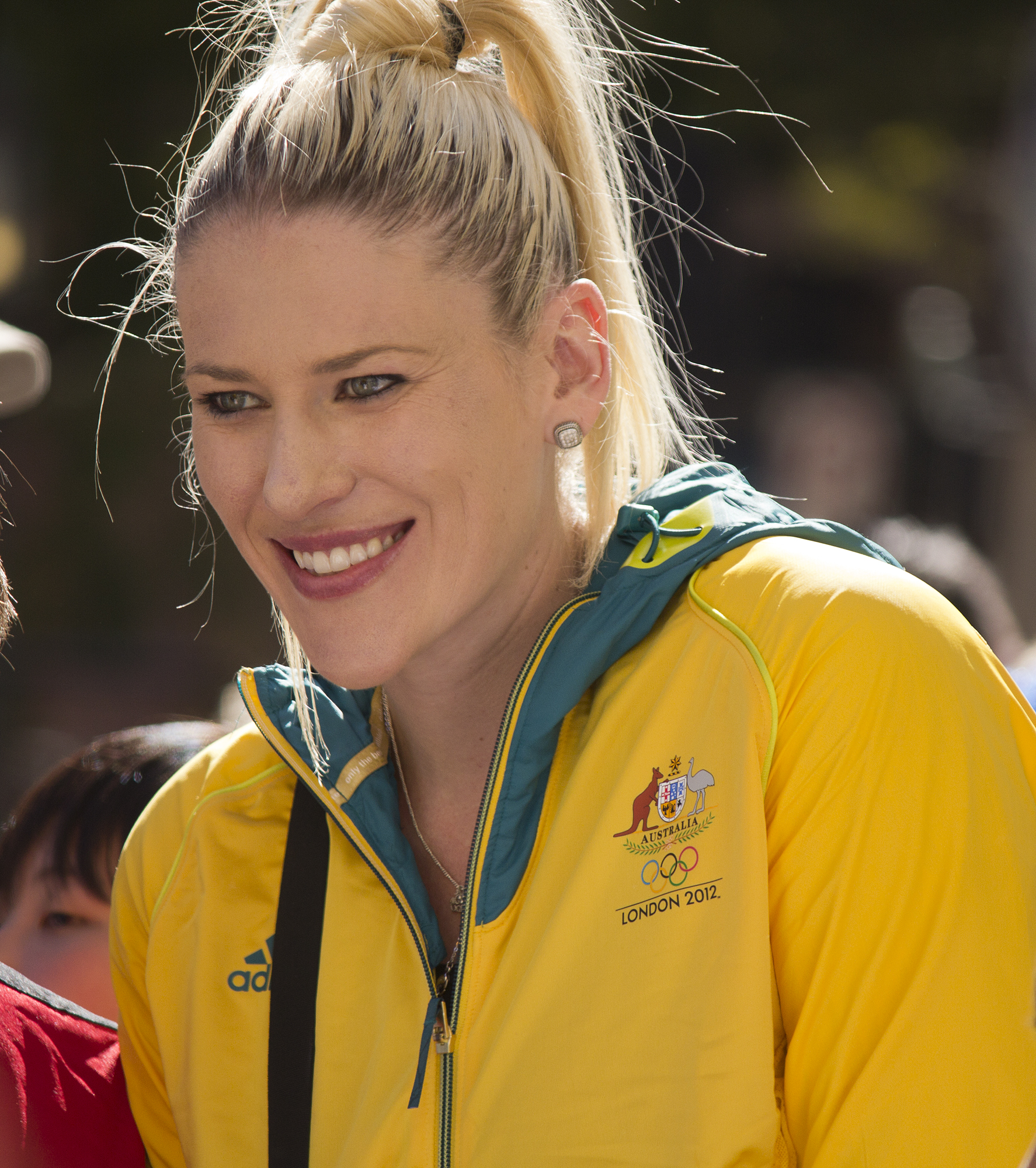
Лорен Джексон, лучший игрок матча по перехватам (3)
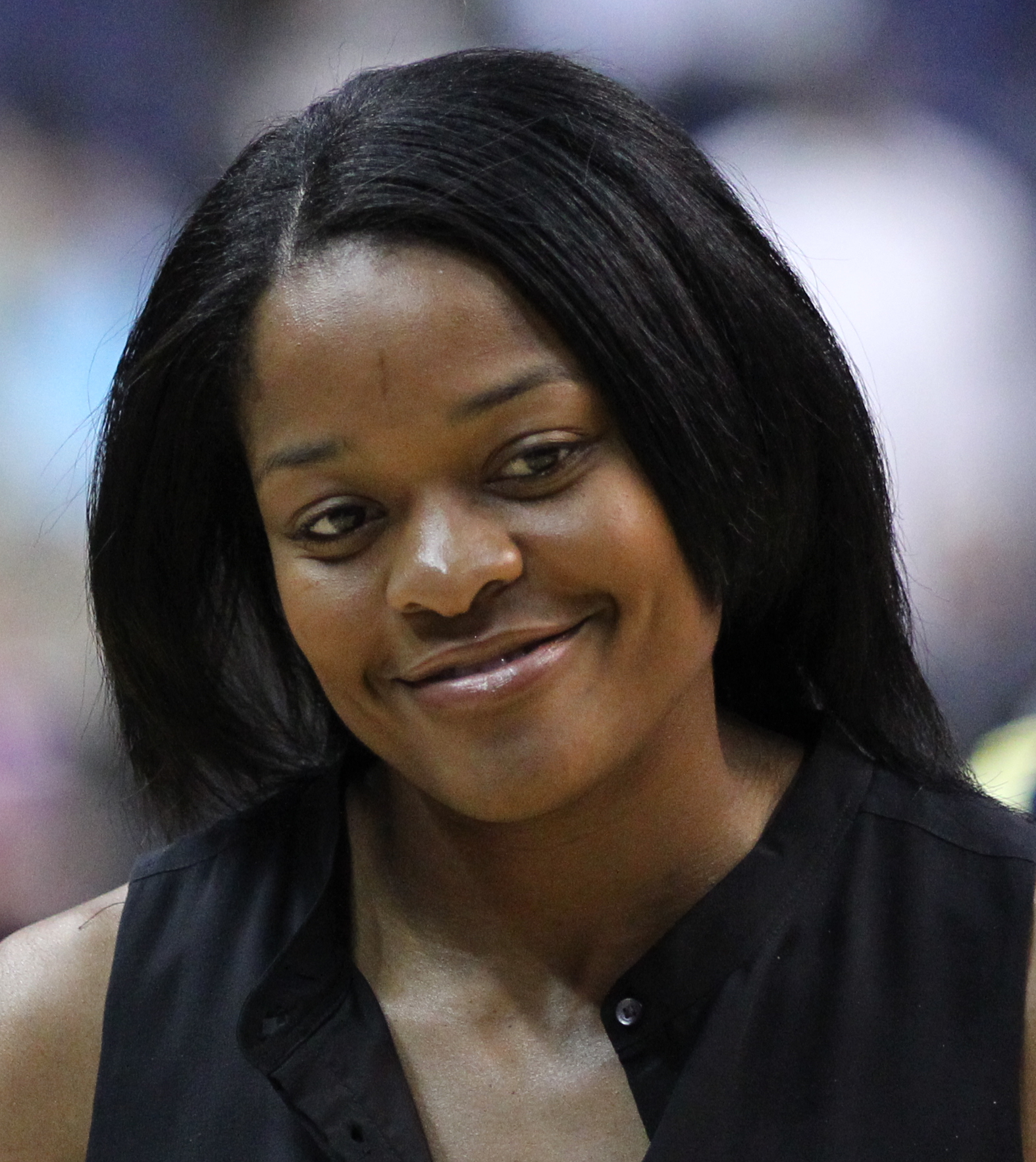
Алана Бирд, лучший игрок матча по блок-шотам (1)

| Звёзды Западной конференции |                          |        |       |       |       |     |     |     |     |    |    |     |    |     |
| Стартовая пятёрка           | Команда                  | MIN    | FG    | 3P    | FT    | OFF | DEF | TOT | AST | ST | BS | TOV | PF | PTS |
| Сью Бёрд                    | Сиэтл Шторм              | 18:58  | 5-6   | 3-3   | 1-2   | 1   | 3   | 4   | 3   | 1  | 0  | 0   | 0  | 14  |
| Дайана Таурази              | Финикс Меркури           | 23:31  | 3-8   | 2-6   | 2-2   | 1   | 1   | 2   | 4   | 1  | 0  | 2   | 0  | 10  |
| Шерил Свупс[a]              | Хьюстон Кометс           | 24:38  | 6-13  | 2-3   | 1-2   | 1   | 3   | 4   | 2   | 0  | 0  | 1   | 2  | 15  |
| Лорен Джексон               | Сиэтл Шторм              | 19:50  | 3-10  | 1-4   | 2-2   | 2   | 2   | 4   | 2   | 3  | 0  | 2   | 1  | 9   |
| Иоланда Гриффит             | Сакраменто Монархс       | 18:43  | 5-10  | 0-1   | 2-4   | 7   | 7   | 14  | 0   | 0  | 1  | 1   | 0  | 12  |
| Запасные игроки             |                          |        |       |       |       |     |     |     |     |    |    |     |    |     |
| Мэри Фердинанд              | Сан-Антонио Силвер Старз | 13:19  | 5-8   | 0-0   | 0-0   | 0   | 0   | 0   | 1   | 2  | 0  | 1   | 1  | 10  |
| Кэти Смит                   | Миннесота Линкс          | 20:26  | 4-9   | 4-6   | 4-4   | 1   | 3   | 4   | 1   | 1  | 0  | 0   | 1  | 16  |
| Чамик Холдскло              | Лос-Анджелес Спаркс      | 16:40  | 4-12  | 0-0   | 6-6   | 4   | 2   | 6   | 1   | 0  | 0  | 1   | 1  | 14  |
| Демайя Уокер                | Сакраменто Монархс       | 10:13  | 2-3   | 0-0   | 1-2   | 0   | 1   | 1   | 0   | 1  | 1  | 0   | 2  | 5   |
| Лиза Лесли                  | Лос-Анджелес Спаркс      | 20:10  | 2-8   | 0-1   | 5-7   | 1   | 3   | 4   | 1   | 0  | 0  | 1   | 2  | 9   |
| Мишель Сноу                 | Хьюстон Кометс           | 13:32  | 3-3   | 0-0   | 2-2   | 2   | 1   | 3   | 1   | 0  | 1  | 0   | 1  | 8   |
| Всего                       |                          | 200:00 | 42-90 | 12-24 | 26-33 | 20  | 26  | 46  | 16  | 9  | 3  | 9   | 11 | 122 |
| Главный тренер              | Энн Донован (Сиэтл)      |        |       |       |       |     |     |     |     |    |    |     |    |     |

| Звёзды Восточной конференции |                         |        |       |      |       |     |     |     |     |    |    |     |    |     |
| Стартовая пятёрка            | Команда                 | MIN    | FG    | 3P   | FT    | OFF | DEF | TOT | AST | ST | BS | TOV | PF | PTS |
| Дон Стэйли                   | Шарлотт Стинг           | 17:58  | 1-5   | 0-3  | 0-0   | 1   | 1   | 2   | 4   | 0  | 0  | 2   | 3  | 2   |
| Бекки Хэммон                 | Нью-Йорк Либерти        | 20:48  | 7-14  | 4-6  | 0-0   | 3   | 3   | 6   | 4   | 0  | 0  | 3   | 1  | 18  |
| Тамика Кэтчингс              | Индиана Фивер           | 23:46  | 7-11  | 0-2  | 4-5   | 2   | 4   | 6   | 2   | 2  | 0  | 1   | 3  | 18  |
| Свин Кэш                     | Детройт Шок             | 16:42  | 1-7   | 0-2  | 0-0   | 3   | 2   | 5   | 1   | 0  | 0  | 1   | 0  | 2   |
| Рут Райли                    | Детройт Шок             | 15:52  | 4-5   | 0-0  | 2-2   | 0   | 1   | 1   | 1   | 0  | 0  | 0   | 3  | 10  |
| Запасные игроки              |                         |        |       |      |       |     |     |     |     |    |    |     |    |     |
| Алана Бирд                   | Вашингтон Мистикс       | 19:12  | 1-9   | 0-4  | 0-0   | 1   | 4   | 5   | 2   | 0  | 1  | 3   | 0  | 2   |
| Деанна Нолан                 | Детройт Шок             | 22:02  | 7-21  | 4-8  | 2-2   | 2   | 2   | 4   | 1   | 1  | 0  | 3   | 2  | 20  |
| Никеша Сейлс                 | Коннектикут Сан         | 20:41  | 5-10  | 1-2  | 0-0   | 2   | 2   | 4   | 2   | 1  | 0  | 1   | 2  | 11  |
| Шерил Форд                   | Детройт Шок             | 12:19  | 2-3   | 0-0  | 0-0   | 1   | 4   | 5   | 0   | 0  | 0  | 1   | 3  | 4   |
| Тадж Макуильямс              | Коннектикут Сан         | 17:47  | 2-5   | 0-1  | 4-5   | 1   | 1   | 2   | 3   | 1  | 0  | 1   | 2  | 8   |
| Энн Воутерс                  | Нью-Йорк Либерти        | 12:53  | 1-4   | 0-0  | 2-2   | 2   | 1   | 3   | 0   | 0  | 1  | 1   | 0  | 4   |
| Всего                        |                         | 200:00 | 38-94 | 9-28 | 14-16 | 18  | 25  | 43  | 20  | 5  | 2  | 17  | 19 | 99  |
| Главный тренер               | Майк Тибо (Коннектикут) |        |       |      |       |     |     |     |     |    |    |     |    |     |

- a  Жирным курсивным шрифтом выделена статистика самого ценного игрока матча.

## Другие события

### Соревнование по баскетбольным умениям

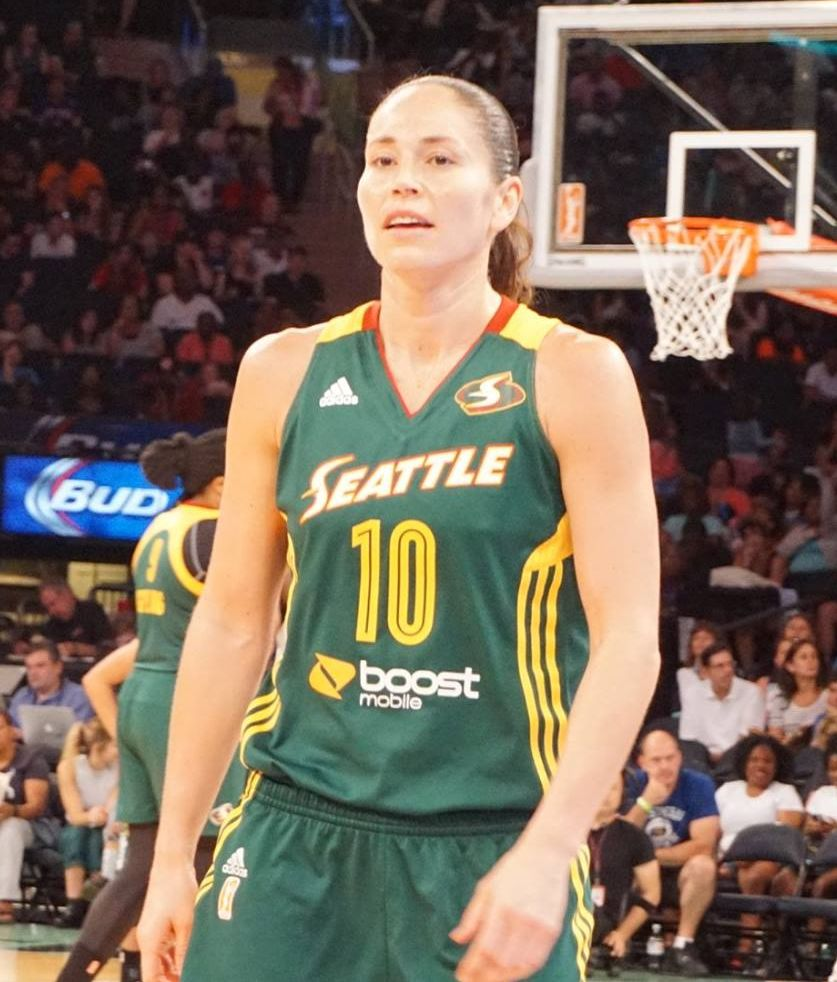
Сью Бёрд стала победителем конкурса

В дебютном соревновании по баскетбольным умениям (англ. All-Star Dribble, Dish and Swish Challenge) принимали участие сразу восемь баскетболисток, по четыре от Запада и Востока, первый раунд которого проводился среди игроков каждой из команд. В этом году участниками конкурса стали два первых номера драфта ВНБА 2002 и 2004 годов Сью Бёрд и Дайана Таурази, а также неоднократные участницы матча всех звёзд, Тамика Кэтчингс, Бекки Хэммон, Деанна Нолан и Алана Бирд. В данном конкурсе игроки соревнуются в технике владения мячом: броски чередуются с точными пасами и оббеганиями официального логотипа ВНБА в полный человеческий рост или небольших конусов с соблюдением официальных правил ведения мяча. Претендент, прошедший дистанцию с лучшим временем, становится победителем. Конкурс прошёл в пятницу, накануне матча всех звёзд, 8 июля 2005 года в 3:45 вечера по Североамериканскому восточному времени (ET).
В состав команды Запада вошли Сью Бёрд, Дайана Таурази, Мэри Фердинанд и Демайя Уокер, а в сборную Востока попали Бекки Хэммон, Алана Бирд, Деанна Нолан и Тамика Кэтчингс. В первом раунде этого соревнования среди игроков команды Запада лучшее время показала Сью Бёрд, а в стане сборной Востока победила Бекки Хэммон. Во втором и одновременно финальном раунде лучшие на первом этапе сошлись лицом к лицу, чтобы определить победителя этого конкурса, которым стала Бёрд, с минимальным преимуществом обошедшая Хэммон.
| Команда | Игрок                                                | Клуб                                                                   | Поз.  | Рост, см        | Вес, кг     | 1-й раунд | 2-й раунд |
| ------- | ---------------------------------------------------- | ---------------------------------------------------------------------- | ----- | --------------- | ----------- | --------- | --------- |
| Запад   | Сью Бёрд Дайана Таурази Мэри Фердинанд Демайя Уокер  | Сиэтл Шторм Финикс Меркури Сан-Антонио Силвер Старз Сакраменто Монархс | З Ф   | 175 180 175 191 | 68 78 70 76 | ? ? ?     | ? DNQ DNQ |
| Восток  | Бекки Хэммон Тамика Кэтчингс Алана Бирд Деанна Нолан | Нью-Йорк Либерти Индиана Фивер Вашингтон Мистикс Детройт Шок           | З Ф З | 168 183 180 183 | 62 75 73 73 | ? ? ?     | ? DNQ DNQ |